# El Encanto (Tapachula)
El Encanto es una localidad del estado mexicano de Chiapas. Es parte del municipio de Tapachula.

## Demografía
| Gráfica de evolución demográfica |
|                                  |

| Censo | Población |
| ----- | --------- |
| 1990  | 565       |
| 2000  | 759       |
| 2010  | 1 726     |
| 2020  | 1 958     |